# توماز أريكسون
توماز أريكسون هو لاعب هوكي الجليد سويدي، ولد في 23 مارس 1967 في ستوكهولم في السويد.

## وصلات خارجية
- توماز أريكسون على موقع دوري الهوكي الوطني (الإنجليزية)
- توماز أريكسون على موقع EliteProspects.com (الإنجليزية)
- توماز أريكسون على موقع Eurohockey.com (الإنجليزية)
- توماز أريكسون على موقع HockeyDB.com (الإنجليزية)